# Блэк, Джон Дональд
Джон Дональд Блэк (англ. John Donald Black; 6 июня 1883, округ Джефферсон, Висконсин, США — 12 апреля 1960, Бостон, Массачусетс, США) — американский экономист, педагог, эмерит профессор экономики Гарвардского университета, президент Американской экономической ассоциации в 1955 году.

## Биография
Джон родился 6 июня 1883 года на маленькой ферме вблизи Джефферсон, округ Висконсин четвёртым (из десяти) ребёнком в семье Роберта Блэк и учительницы средней школы Маргарит Блэк. Вскоре семья переехала в Форт Аткинсон, штат Уисконсин. В 1903-1905 году учился и в 1905 году окончил среднюю школу Ошкош, где после стал преподавать алгебру и географию в 1905-1907 годах.
Дж. Блэк получил степень бакалавра искусств в 1909 году, степень магистра искусств в 1910 года, доктора философии в 1918 года в Висконсинском университете.
В 1910-1911 годах преподавал английскую литературу в университете Кейс Вестерн Резерв, в 1911-1915 годах в Горный колледж Мичигана. В 1915 году вернулся в Висконсинский университет, чтобы изучать экономику сельского хозяйства.  В 1918 году ассистент профессора, в 1919 года ассоциированный профессор, в 1921-1927 годах полный профессор экономики сельского и  заведующий кафедры экономики сельского хозяйства в Миннесотском университете. В 1927-1956 годах профессор экономики Гарвардского университета. В 1956 году вышел в отставку, став эмерит профессором кафедры Генри Ли Гарвардского университета.
В 1949-1953 годах работал в Министерстве сельского хозяйства США. В 1932 году выбран президентом, а с 1957 года член Ассоциации сельского хозяйства и прикладной экономики, в 1955 году президентом Американской экономической ассоциации. Был член общества Фи Бета Каппа и Альфа Зета
.
Дж. Блэк умер 12 апреля 1960 в Бостоне от инфаркта.